# Colpophyllia
Colpophyllia es un género de coral pétreo que pertenece a la familia Mussidae.

## Especies
El Registro Mundial de Especies Marinas acepta las siguientes especies:
- Colpophyllia amaranthus (O.F. Müller, 1775)
- Colpophyllia breviserialis Milne Edwards & Haime, 1849
- Colpophyllia natans (Houttuyn, 1772)